# Огузско-кыпчакские языки
Огу́зско-кыпча́кские языки — гипотетическая группа, объединяющая тюркские огузские и кыпчакские языки (как правило, без киргизско-кыпчакских).

## Состав
Огузско-кыпчакская группа была предложена Н. А. Баскаковым (см. «Тюркские языки») как составная часть западнохуннских. Карлукские при этом у него также рассматриваются в качестве западнохуннских, но отделившихся слегка раньше, лучше сохранивших особенности восточнохуннские особенности.

## Обоснованность
Намёки на некое единство огузских и кыпчакских в принципе содержатся в работе Махмуда Кашгари «Диван лугат ат-турк», где мы видим в некоторых огузских словниках слова с начальным ʤ- вместо j-, что вообще-то огузским не свойственно, но свойственно кыпчакским.
Огузско-кыпчакское единство подтверждается и двойственным характером некоторых письменных западнотюркских памятников, а также смешанным характером крайне западных кыпчакских (караимского, крымскотатарского и др.), в числе прочих имеющих огузские диалекты.
Однако с огромной вероятностью единство в условиях заведомо близкого родства носит чисто контактный характер.
Гипотеза огузско-кыпчакского единства признаётся далеко не всеми и в качестве альтернативной предлагается карлукско-кыпчакская гипотеза. Отмечается и сходство кыргызских (хакасских) с кыпчакскими (ср. термин в англоязычной литературе Kipchakoid, наблюдения Махмуда Кашгари, что и в кыпчакских, и в кыргызских есть языки -j- и -z-.
На глоттохронологическом древе как «по неотредактированным», так и «по отредактированным спискам» (издание Э. Р. Тенишев, А. В. Дыбо (ред.). Сравнительно-историческая грамматика тюркских языков. Пратюркский язык-основа. Картина мира пратюркского этноса по данным языка. М., 2006) огузские отделены от карлукских и кыпчакских.
В книге А. В. Дыбо «Лингвистические контакты ранних тюрков. Лексический фонд. Пратюркский период. М., 2007» огузские на построенном генеалогическом древе оказываются в той же группе, что и хакасские и карлукско-кыпчакские (в том числе северноалтайские), более того, ближе к ним, нежели хакасские (обозначенные как «кыркызские»), — видимо, это ошибка, поскольку в рассматриваемой работе отрицается единство огузских и карлукско-кыпчакских даже за пределами объединенных хакасских и карлукско-кыпчакских и фактически констатируется, что праогузский от общетюркского ствола отделился сразу после праякутского, являющегося хронологически первым после булгарского (чувашского).